# Rastrellamento di Villeurbanne

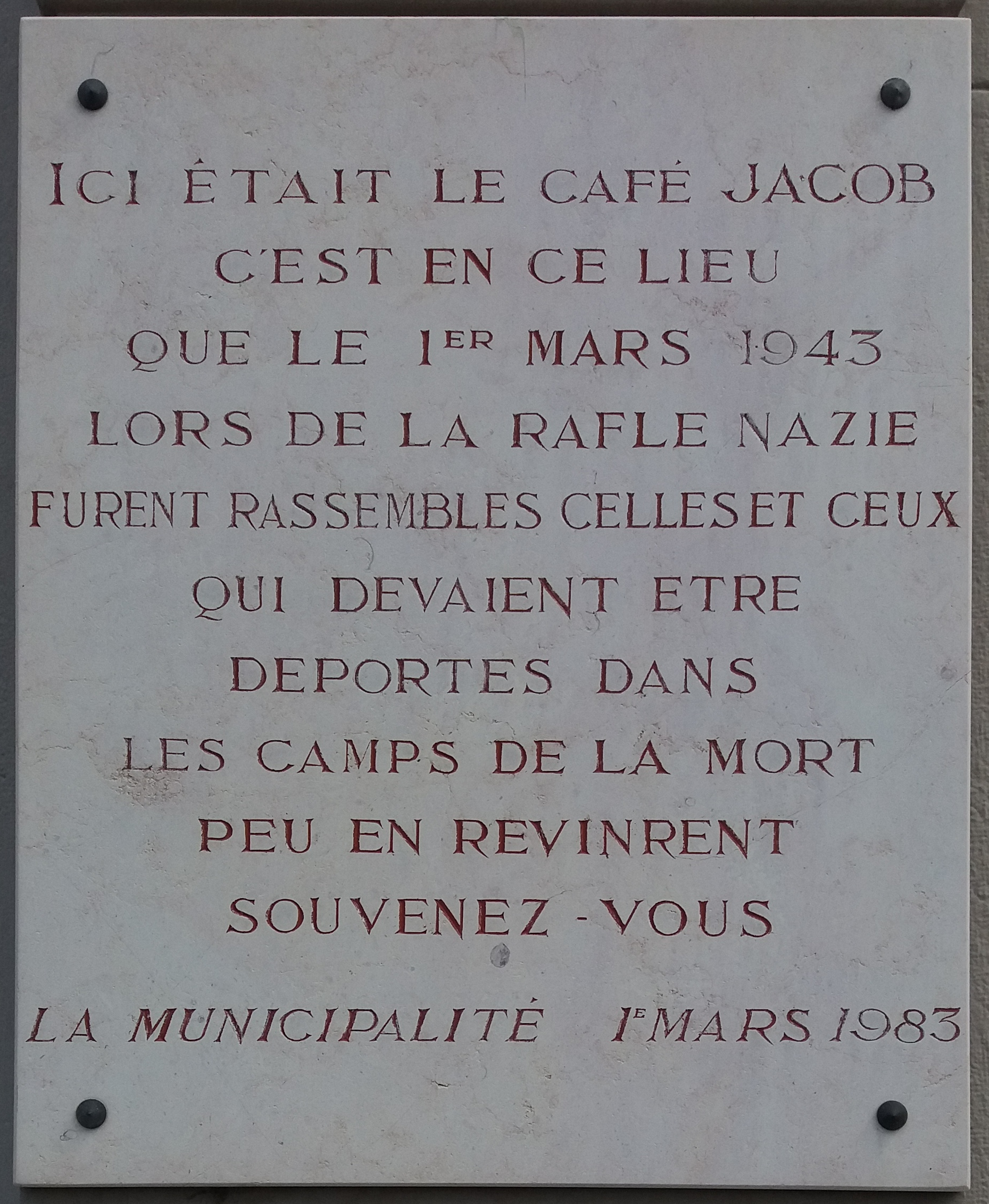
Targa commemorativa al Café Jacob

Il rastrellamento di Villeurbanne fu un arresto di massa di civili che ebbe luogo in questo comune francese il 1º marzo 1943.

## Contesto storico
A partire dal 1942 le forze dell'Asse si trovarono ad affrontare pesanti battute d'arresto, come ad esempio nel caso della battaglia di Stalingrado o dello sbarco degli alleati in Nord Africa, e furono costretti a mobilitare sempre più lavoratori per sostenere lo sforzo bellico. La zona libera francese fu invasa l'11 novembre 1942 con l'avvio dell'operazione Anton e Villeurbanne fu occupata dall'esercito tedesco nel marzo 1943.
Il rastrellamento di civili fu una vasta operazione condotta come rappresaglia per l'attentato del 13 febbraio 1943 contro due ufficiali della Luftwaffe sul Pont des Arts, all'ingresso dei Giardini delle Tuileries a Parigi. Lo scopo fu la deportazione di 2 000 ebrei dall'ex zona libera. Il rastrellamento si collocava in un contesto più ampio della guerra di logoramento che i tedeschi avevano deciso di intraprendere. In un decreto del 14 dicembre 1942 Himmler richiese che le varie agenzie di polizia del Reich e dei territori occupati inviassero nei campi 35 000 "prigionieri idonei al lavoro" entro la fine di gennaio 1943 e di nuovo entro la fine di giugno 1943; allo stesso tempo ordinò che i detenuti dei campi di concentramento lavorassero nelle industrie del Reich. Fritz Sauckel, non riuscendo a ottenere la manodopera sufficiente su base volontaria, istituì il Service du travail obligatoire (STO). Nella regione di Lione la requisizione di manodopera avvenne mediante arresto degli appartenenti alla Resistenza e all'opposizione; nell'ottobre 1942 scoppiarono incidenti a Oullins, alla periferia di Lione, dove sui treni fu scritto "Laval assassino!".

## L'operazione
Il 1º marzo 1943 i soldati di Gestapo e SS, aiutati dalla Milice française istituita il 30 gennaio 1943, isolarono un intero quartiere di Villeurbanne, tra l'attuale stazione della metropolitana Flachet - Alain Gilles e Place Grandclément. 300 uomini di età compresa tra i sedici e i sessant'anni furono arrestati e radunati al Café Jacob, all'angolo tra Boulevard Eugène-Réguillon e Place Grandclément; di questi, 150 furono messi nel cortile del collegio Immaculée-Conception. 138 di loro furono portati la sera stessa alla stazione di Villeurbanne, caricati su vagoni e trasferiti vicino a Compiègne, quindi deportati in Germania con i convogli nº 3 del 16 aprile e nº 4 del 20 aprile. Arrivarono a Mauthausen, dove furono assegnati al campo principale, ai kommando annessi o deportati in altri campi. 45 morirono nei campi; 73 sopravvissero fino alla liberazione e 15 morirono nei mesi successivi al loro ritorno.

## Memoria

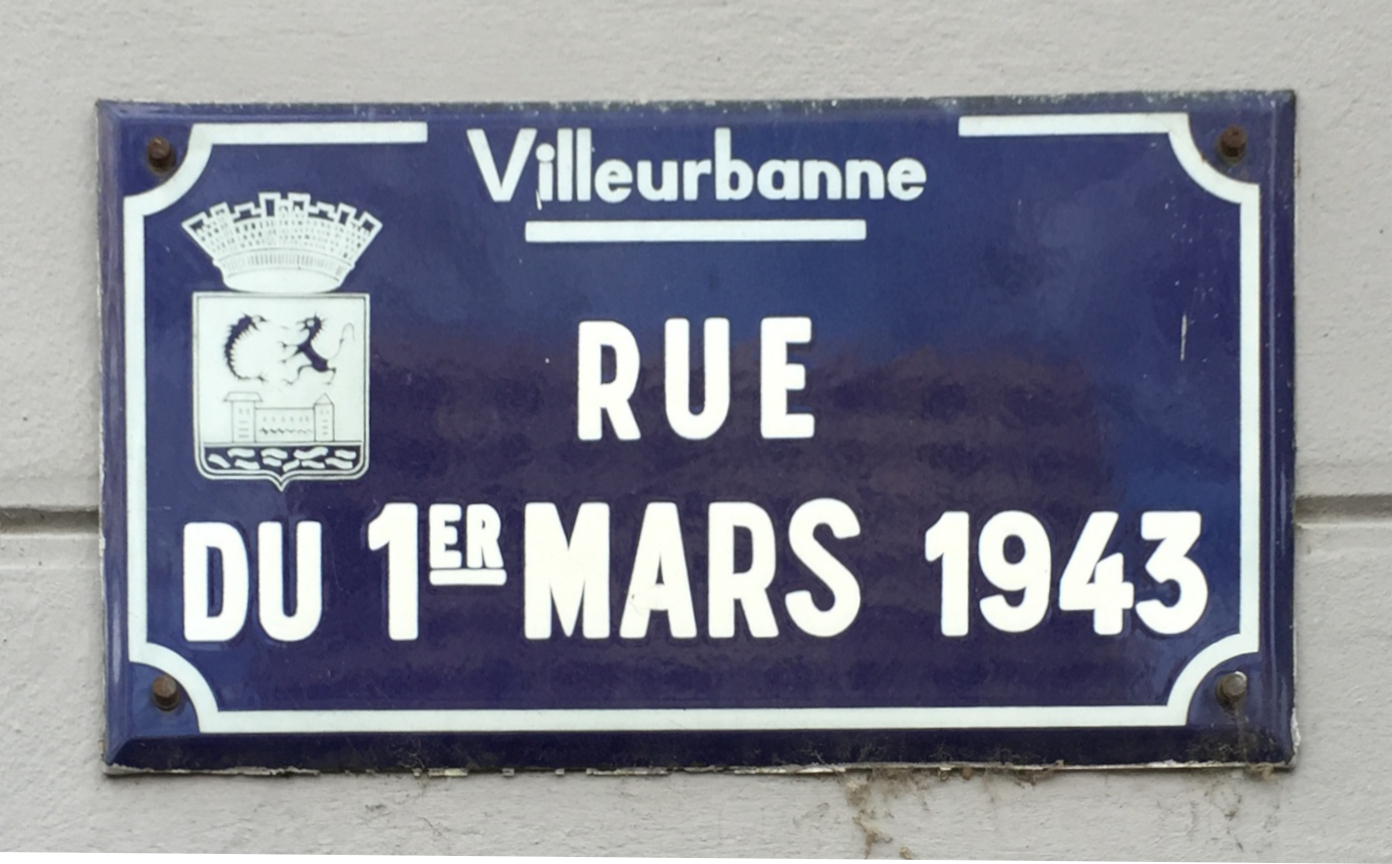
Via 1^{er}-mars-1943

Ogni 1º marzo Villeurbanne ricorda questo tragico evento con commemorazioni organizzate dal municipio e dalle associazioni per la memoria della Shoah e della deportazione. La domenica più vicina al 1° marzo nella chiesa di Place Grandclément si tiene una messa a cui partecipano le autorità civili, i veterani e le famiglie dei deportati. Seguono le cerimonie civili in vari punti emblematici del rastrellamento, tra cui la stazione di Villeurbanne.
La città di Villeurbanne ha dedicato una strada a questa retata.